# Sveti Jurij in zmaj (Uccello)
Sveti Jurij in zmaj je slika Paola Uccella iz okoli leta 1470. Razstavljena je v Narodni galeriji v Londonu, Združeno kraljestvo. Prej je bila v palači Lanckoroński na Dunaju, ki je pripadala grofu Karolu Lanckorońskemu in jo je njegov sin in dedič Anton leta 1959 prodal preko gospoda Faraga. Tam se prvič omenja leta 1898.
Gotske težnje v umetnosti Paola Uccella niso nikjer bolj očitne kot na tej sliki. Prikazuje prizor iz znane zgodbe o svetem Juriju in zmaju. Na desni Jurij prebada zver, na levi pa princesa uporablja svoj pas kot povodec, da odpelje zmaja do mesta.
Oko v nevihti, ki se zbira na desni strani svetega Jurija, je poravnano z njegovim kopjem, kar kaže, da je prišlo do božjega posredovanja.
Sliko si običajno razlagajo kot ilustracijo legende o sv. Juriju, kot jo pripoveduje Zlata legenda. Vendar je stanfordski profesor Emanuele Lugli predlagal alternativno branje: da delo deluje kot propaganda, ki spodbuja firenške elite, da sprejmejo kmetijstvo. Po njegovem mnenju je bil zmaj simbol onesnaženja, usmrtitev bitja, ki jo je izvedel sv. Jurij, pa lahko razumemo kot metaforično predelavo zemlje, ki vodi do vira čiste vode, ki je v jami.
Prejšnja, manj dramatična različica iste teme italijanskega umetnika je v Musée Jacquemart-André v Parizu, še starejša (ok. 1430) pa v Narodni galeriji Viktorije.
Slika je uporabljena kot osnova za pesem U. A. Fanthorpa Not My Best Side in je morda služila kot navdih za ilustracijo Jabberwocka Sir Johna Tenniela v Through the Looking-Glass, and What Alice Found There.

## Opis in slog
Delo prikazuje viteza svetega Jurija, medtem ko z vrha svojega konja prebada strašnega zmaja. Po pripovedi Zlate legende sveti Jurij, potem ko ga je ranil, povabi princeso, naj ga brez strahu priveže s svojim pasom, da ji bo sledil v mesto »kot zelo krotka psica«, kjer ga bo nato ubil svetnik, da bi prebivalstvo spreobrnil v krščanstvo. Sveti Jurij je simbol razuma, ki zmaga nad živalstvom in vere, ki premaga zlo.
Ozadje sestavljata jama, v kateri ima zmaj svoj brlog in spokojna pokrajina z vrtincem oblakov nad sv. Jurijem, ki simbolizira njegovo bojevniško moč. Ciklon je sestavljen iz vrtinca oblakov, za katerega se zdi, da napoveduje študije Leonarda da Vincija iz življenja. Tla sestavljajo štirikotne žive meje, oblikovane po pravilih centrične linearne perspektive, katere prvi mojster je bil Paolo Uccello.
Kljub strogosti konstrukcije razporeditev protagonistov ne daje prepričljive predstave o globini, saj so le postavljeni poleg ozadja, tako zelo, da niti ne projicirajo senc na tla. Princesa, tako dolga, sestavljena in aristokratska, se zdi vzeta iz kulture pozne gotike, zaradi česar je to platno delo na prehodu med renesanso in gotsko kulturo, kjer so prisotni nekateri inovativni elementi, drugi pa manjkajo. Pravzaprav ne manjka pravljičnih ali paradoksalnih namigov, kot sta ekstravagantni zmaj ali zelo tanko kopje, ki bi bilo v resnici izjemno krhko.
Paola Uccella je še ena tabla s svetim Jurijem in zmajem (131 × 103 cm), shranjena v muzeju Jacquemart-André v Parizu. Datirana v zgodnejše obdobje, ima nekatere značilnosti, kot je kanček sence na tleh, upodabljanje figur pa je bolj shematično. Tretja tabla, prej kot drugi dve, je v Narodni galeriji Victoria v Melbournu.